# Milower Land

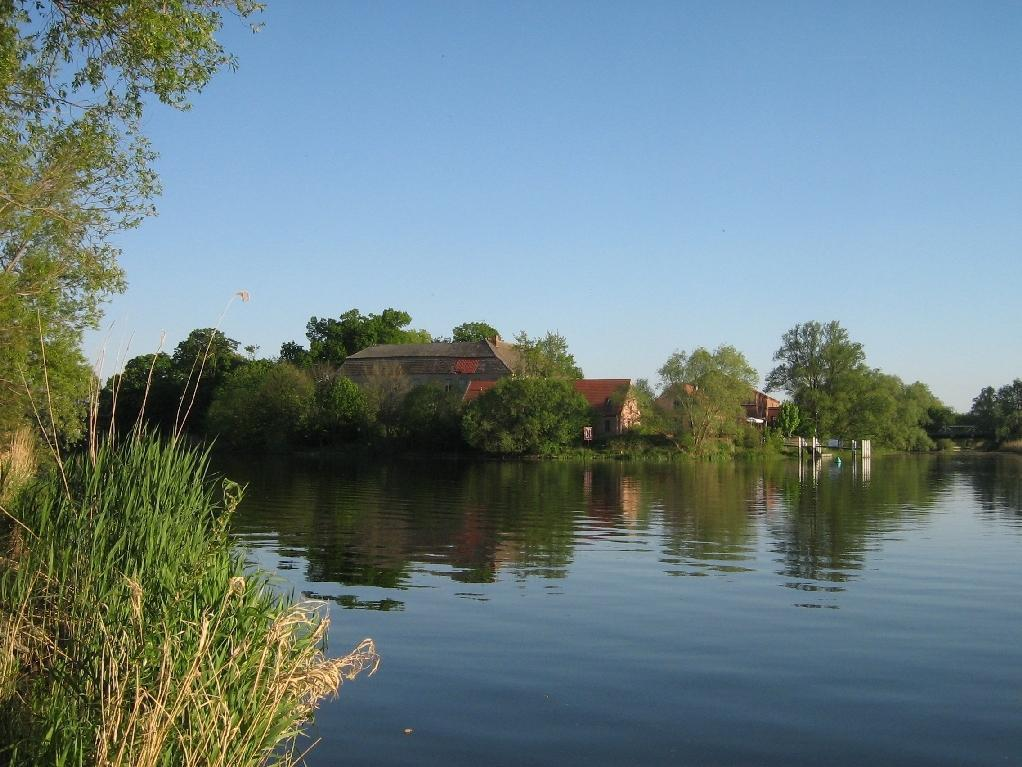
Blick über die Havel auf Milow

Milower Land [ˈmiːloːɐ̯ ˈlant] ist eine amtsfreie Gemeinde im Landkreis Havelland im Bundesland Brandenburg.

## Geografie

### Geografische Lage
Die Gemeinde Milower Land liegt westlich der Havel an der Grenze zu Sachsen-Anhalt. Große Teile der Gemeinde liegen im Naturpark Westhavelland und einige Flächen im Naturschutzgebiet Untere Havel Süd. Zirka 38 Prozent der Gemeindefläche sind Wald, so die Zollchower Heide und der Großwudicker Forst. Die Stremme mündet in Milower Land in die Havel.

### Gemeindegliederung
Die Gemeinde gliedert sich nach ihrer Hauptsatzung in folgende Orts- und Gemeindeteile:
- Bahnitz
- Bützer mit dem Wohnplatz Kietz
- Großwudicke mit den Gemeindeteilen Buckow, Klein Buckow und Kleinwudicke sowie den Wohnplätzen Forsthaus, Schäferei und Ziegelei
- Jerchel mit den Wohnplätzen Ausbau Jerchel und Luisenhof
- Milow mit den Gemeindeteilen Marquede, Neu Dessau und Wilhelminenthal sowie den Wohnplätzen Alte Schäferei, Milow-Ausbau und Wolfsmühle
- Möthlitz mit dem Wohnplatz Lutze
- Nitzahn mit den Gemeindeteilen Knoblauch und Wendeberg
- Schmetzdorf mit dem Wohnplatz Vogelgesang
- Vieritz mit den Wohnplätzen Bünsche, Forsthaus Hohenheide, Kater und Vieritzer Schäferei
- Zollchow mit den Gemeindeteilen Galm und Grille

### Nachbargemeinden
Milower Land hat folgende Nachbargemeinden (in Klammern der zugehörige Landkreis):
| | Gemeinde Schollene (Stendal)                                              |                                                                                           |
| Gemeinde Wust-Fischbeck (Stendal) Gemeinde Schönhausen (Elbe) (Stendal) Stadt Jerichow (Jerichower Land) | Kompassrose, die auf Nachbargemeinden zeigt                               | Stadt Rathenow (Havelland) Stadt Premnitz (Havelland) Stadt Havelsee (Potsdam-Mittelmark) |
| | Gemeinde Bensdorf (Potsdam-Mittelmark) und Stadt Brandenburg an der Havel |                                                                                           |

Jerichow, Wust-Fischbeck, Schönhausen und Schollene liegen im Bundesland Sachsen-Anhalt.

## Geschichte
Die heutigen Ortsteile der Gemeinde gehörten seit 1817 zum Kreis Jerichow II in der preußischen Provinz Sachsen und ab 1952 zum Kreis Rathenow im DDR-Bezirk Potsdam. Seit 1993 liegen sie im brandenburgischen Landkreis Havelland.
Im Zuge der Ämterbildung 1992 in Brandenburg schlossen sich folgende acht Gemeinden zu einem Verwaltungsverbund, Amt Milow genannt, zusammen: Großwudicke, Milow, Nitzahn, Vieritz, Jerchel, Möthlitz, Bützer und Zollchow. Am 3. Juli 1992 erteilte der brandenburgische Innenminister seine Zustimmung zur Bildung des Amtes Milow für dessen Zustandekommen der 16. Juli 1992 festgelegt wurde. Sitz der Amtsverwaltung war die Gemeinde Milow. Erster Amtsdirektor wurde Günter Geib.
Die Gemeinde Milower Land entstand im Vorfeld der geplanten brandenburgischen Gemeindegebietsreform 2003 durch den freiwilligen Zusammenschluss der bis dahin selbstständigen Gemeinden Bützer, Großwudicke, Jerchel, Milow, Möthlitz, Vieritz und Zollchow und der Eingliederung Nitzahns. In einer Bekanntmachung vom 30. April 2002 genehmigte das Innenministerium die Bildung einer neuen Gemeinde Milower Land. Der Zusammenschluss wurde allerdings erst zum 26. Oktober 2003 rechtswirksam. Die Gemeinde Milower Land entspricht dem von 1992 bis 2003 existierenden Amt Milow. Ortsteile wurden auch Schmetzdorf, das Ortsteil von Zollchow war, und Bahnitz, das ein Ortsteil von Möthlitz war.

## Bevölkerungsentwicklung
| Jahr | Einwohner |
| ---- | --------- |
| 2003 | 4.994     |
| 2005 | 4.938     |
| 2010 | 4.601     |
| 2015 | 4.333     |
| 2020 | 4.364     |

| Jahr | Einwohner |
| ---- | --------- |
| 2021 | 4.355     |
| 2022 | 4.380     |
| 2023 | 4.324     |
| 2024 | 4.287     |

Gebietsstand des jeweiligen Jahres, Einwohnerzahl: Stand 31. Dezember. Ab 2011 auf Basis des Zensus 2011, ab 2011 auf Basis des Zensus 2011, ab 2022 auf Basis des Zensus 2022

## Politik

### Gemeindevertretung
Die Gemeindevertretung von Milower Land besteht entsprechend der Einwohnerzahl der Gemeinde aus 16 Gemeindevertretern und dem hauptamtlichen Bürgermeister. Die Kommunalwahl am 9. Juni 2024 führte bei einer Wahlbeteiligung von 66,7 % zu folgendem Ergebnis:
| Partei / Wählergruppe           | Stimmenanteil 2019 | Sitze 2019 |        | Stimmenanteil 2024 | Sitze 2024 |
| ------------------------------- | ------------------ | ---------- | ------ | ------------------ | ---------- |
| CDU                             | 36,1 %             | 6          | 29,3 % | 5                  |            |
| AfD                             | –                  | –          | 24,5 % | 1                  |            |
| SPD                             | 30,0 %             | 5          | 20,7 % | 3                  |            |
| Wählergemeinschaft Milower Land | 28,9 %             | 4          | 17,9 % | 3                  |            |
| Einzelbewerber Lutz Wirtz       | –                  | –          | 04,3 % | 1                  |            |
| FDP                             | 05,0 %             | 1          | 03,2 % | –                  |            |
| Insgesamt                       | 100 %              | 16         | 100 %  | 13                 |            |

Bei der Wahl 2024 entfielen auf die AfD vier Sitze, von denen drei unbesetzt bleiben, weil die Partei nur einen Kandidaten nominiert hatte.

### Bürgermeister
- 2003–2011: Peter Wittstock[15]
- seit 2011: Felix Menzel (SPD)[16]

Menzel wurde in der Bürgermeisterwahl am 1. September 2019 ohne Gegenkandidat mit 90,1 Prozent der gültigen Stimmen wiedergewählt. Seine Amtszeit beträgt acht Jahre.

### Wappen
| Wappen von Milower Land | Blasonierung: „In Silber über einem roten Dreiberg ein blauer, von zwei einander zugewandten schwarzen Kiefern begleiteter Göpel.“ |
| Wappen von Milower Land | Wappenbegründung: Die neugegründete Gemeinde machte von der Möglichkeit Gebrauch und übernahm das amtliche Wappen des aufgelösten Amtes Milow. Das Wappen wurde vom Magdeburger Heraldiker Jörg Mantzsch gestaltet und am 17. Oktober 2003 durch das Ministerium des Innern genehmigt. |

### Dienstsiegel
Das Dienstsiegel zeigt das Wappen der Gemeinde mit der Umschrift: „GEMEINDE MILOWER LAND • LANDKREIS HAVELLAND“.

## Sehenswürdigkeiten
- Besucherzentrum Naturpark Westhavelland auf dem ehemaligen Rittergutshof
- Historischer Ortskern Milow mit der barocken Patronatskirche Leopoldsburg (heute Sparkasse) und der evangelischen Dorfkirche Milow
- Villa Bolle (heute Jugendherberge „Carl-Bolle“)
- Schlosskapelle aus dem Anfang des 18. Jahrhunderts und Schlossparkanlage mit Schlossteich in Großwudicke
- Dorfkirche Schmetzdorf mit Orgel aus dem Jahr 1764
- Dorfkirche Zollchow (Milower Land) aus dem 13. Jahrhundert mit Orgel von Gottlieb Scholtze aus dem Jahr 1764
- Spätromanische Dorfkirche Bützer
- Dorfkirche Möthlitz
- Dorfkirche Nitzahn
- Kirche von 1303 im Nitzahner Gemeindeteil Knoblauch
- Vieritzer Berg mit Naturlehrpfad
- Vieritzer Wohnplatz Kater mit Wildgehege und Waldlehrpfad
- Schleuse Bahnitz mit Wehrschuppen und Schleusenhaus
- Kahnschleuse Bahnitz (2,7 × 12 Meter) am Schlauchwehr (ehemaliges Nadelwehr)
- Bronzene Nixe Bahnitz an der Schiffsanlegestelle
- Gutshaus Jerchel
- Gutshaus Möthlitz
- Gutshaus Milow
- Fachwerkhaus aus der ersten Hälfte des 19. Jahrhunderts in Nitzahn

In der Liste der Baudenkmale in Milower Land stehen die in der Denkmalliste des Landes Brandenburg eingetragenen Baudenkmale.
1967 wurde ein 5300 Jahre altes Skelett, genannt Der Mann von Milow, bei Schachtarbeiten in Milow gefunden. Der Fund ist im Archäologischen Landesmuseum in Brandenburg an der Havel ausgestellt. Eine Nachbildung befindet sich seit 2014 im Besucherzentrum Naturpark Westhavelland in Milow.

## Wirtschaft und Infrastruktur

### Verkehr
Die Gemeinde liegt an der Landesstraße 96 zwischen Rathenow und Brandenburg an der Havel. Die B 188 führt zwischen Stendal und Rathenow durch den Norden des Gemeindegebietes.
Die Bahnstrecke Berlin–Stendal–Hannover durchquert den Norden der Gemeinde. Der Haltepunkt Großwudicke wird von der Regionalbahnlinie RB 34 Stendal–Rathenow bedient. Der nächste Bahnanschluss an der Strecke Brandenburg–Rathenow befindet sich im Nachbarort Premnitz (Regionalbahn RB 51).
An der Havel befindet sich ein Wasserwanderrastplatz.

### Schaltwerk
Westlich des Ortsteiles Nitzahn 52° 27′ 35″ N, 12° 20′ 45″ O befindet sich ein Schaltwerk der Deutschen Bahn. Diese Anlage ist neben den Bahnstromschaltwerken Neckarwestheim und Nenndorf die einzige Schaltanlage der Deutschen Bahn, die nicht an einer Eisenbahnlinie oder auf dem Areal eines Kraftwerks liegt.

## Persönlichkeiten
- Daniel von Mukede († zwischen 1230 und 1234), Ritter und Domherr zu Brandenburg, geboren in Mukede (Marquede)
- Sigmund Otto Joseph von Treskow (1756–1825), preußischer Großgrundbesitzer, Manufakturbesitzer und Großkaufmann, geboren auf Gut Milow
- Heinrich Ludwig von Hünecken (1767–1829), preußischer Offizier, Landrat des Landkreises Oschersleben, geboren in Möthlitz
- Gottfried von Katte (1789–1866), preußischer Generalleutnant, geboren in Zollchow
- Ferdinand Lucke (1802–nach 1870), Reichstagsabgeordneter, geboren in Milow
- Carl Bolle (1832–1910), Gründer und Besitzer der Meierei C. Bolle in Berlin, geboren in Milow
- Theodor Lucke (1859–unbekannt), Landrat und Mitglied des Provinziallandtages der preußischen Provinz Hessen-Nassau, geboren in Milow
- Ernst Altenkirch (1903–1980), SED-Funktionär in Brandenburg an der Havel und Ost-Berlin, geboren in Bahnitz
- Gerhard Göschel (* 1940), bildender Künstler, lebt seit 2000 in Zollchow